# وليد علي
وليد علي حسين جمعة، من مواليد 3 نوفمبر 1981، لاعب كرة قدم كويتي سابق.
بدأ مسيرته الكروية مع نادي خيطان، وفي عام 2004 انتقل إلى نادي الكويت ولعب في نادي استقلال طهران الإيراني ثم عاد حاليا لنادية الام نادي الكويت .
و هو يلعب مع منتخب الكويت لكرة القدم منذ عام 2002. ولديه العديد من الانجازات مع المنتخب والكثير من الاهداف ابرزها هدفه في مرمى المنتخب السعودي في نهائي خليجي 20 الذي حقق الكأس العاشرة لدولة الكويت في بطولة كأس الخليج ، وهدفه في مرمى الصين واخراجها من التصفيات المؤهلة لمونديال 2006.

## روابط خارجية
- وليد علي على موقع الاتحاد الدولي (مؤرشف)  (الإنجليزية)
- وليد علي على موقع قاعدة بيانات كرة القدم.إي يو (الإنجليزية)
- وليد علي على موقع ناشيونال فوتبول تيمز (الإنجليزية)
- وليد علي على موقع كووورة